# Frick (Szwajcaria)
Frick – gmina w Szwajcarii, w kantonie Argowia, w okręgu Laufenburg. Leży w dolinie Fricktal, nad rzeką Sissle. Zajmuje powierzchnię ok. 10 km², licząc 5164 mieszkańców (31 grudnia 2014).
W 1701 od cesarza Leopolda I otrzymało prawo targowe. W okolicach wioski znajdowano liczne szczątki dinozaurów, w tym plateozaura.